# BBC加拿大
BBC加拿大（英語：BBC Canada）是加拿大一個已停播的乙類收費電視頻道，大部分節目內容由英國廣播公司（BBC）提供，但亦播出來自獨立電視台和第四台等英國其他電視台的節目。此頻道的東主賈斯帕廣播公司（Jasper Broadcasting Inc.）為一間聯營公司，80%業權歸康力斯娛樂，餘下業權則歸BBC工作室。

## 歷史
聯合-阿特蘭提斯公司（Alliance Atlantis）於2000年11月獲加拿大視訊委員會（CRTC）發放一個第二類收費電視牌照，播放來自BBC的娛樂節目、劇集和紀錄片；頻道以「BBC加拿大」之名於2001年9月7日啓播。由加西集團（Canwest）和高盛私募合組的聯營公司「CW Media」於2008年1月收購聯合-阿特蘭提斯，BBC加拿大遂落入該公司的控制。加西集團於2009年進入破產保護後放售資產，旗下包括BBC加拿大在内的電視業務於2010年10月27日由蕭氏通訊接管，該台遂歸入新成立的子公司蕭氏傳媒。
康力斯娛樂於2016年1月13日宣佈以26億5千萬加元向蕭氏通訊收購包括BBC加拿大股權在内的蕭氏傳媒資產。由於康力斯和蕭氏通訊的最大股東皆為蕭氏家族，CRTC視這宗交易為企業重組，並於同年3月23日批准。康力斯於同年4月1日正式接管BBC加拿大，頻道則於同年10月展開高清廣播。
此頻道於2020年12月31日停播。另一方面，藍螞蟻傳媒旗下的收費頻道HIFI則於2021年3月16日更名成為加拿大版BBC First頻道。部分曾於BBC加拿大播放的節目（如《Top Gear》和《Antiques Roadshow》）自此於BBC First播放。

## 運作
雖然英國廣播公司擁有BBC加拿大的部分股權，但此頻道並不擁有全部BBC電視節目的加拿大播映權。若有其他加拿大電視頻道參與製作某BBC電視節目，或以較高金額投得該節目的加拿大播映權，該節目便不會在BBC加拿大播放。另一方面，此頻道亦有播放來自其他英國電視台（如獨立電視台和第四台）的節目。此外由於BBC加拿大獲發加拿大本地頻道牌照，CRTC規定此頻道需播放一定數目的加拿大電視節目，而這些節目應探討或反映加拿大與英國及英聯邦的關係。
不少在BBC加拿大播放的節目亦於其他同屬康力斯娛樂的頻道（如環球電視、加拿大版Showcase、加拿大版HGTV和加拿大版美食頻道）播放。
由於加拿大大部分收費電視供應商皆提供英國廣播公司世界新聞頻道，加上BBC多年來與加拿大廣播公司共享新聞内容，BBC加拿大因此通常不會播放BBC的新聞節目。在BBC加拿大罕有播放新聞節目的情況下，該頻道主要轉播由同系環球電視製作的新聞節目或特輯（如威廉王子與凱特·米德爾頓的婚禮）。

## 外部連結
- 官方网站